# Merasheen Island
Merasheen Island är en ö i Kanada.   Den ligger i provinsen Newfoundland och Labrador, i den östra delen av landet, 1 700 km öster om huvudstaden Ottawa.
I omgivningarna runt Merasheen Island växer i huvudsak blandskog.